# Фреденбек
Фреденбек (нем. Fredenbeck) — община в Германии, в земле Нижняя Саксония.
Входит в состав района Штаде. Подчиняется управлению Фреденбек. Население составляет 5753 человека (на 31 декабря 2010 года). Занимает площадь 48,57 км².
Коммуна подразделяется на 4 сельских округа.